# 비시아노
비시아노(이탈리아어: Visciano)는 이탈리아 캄파니아주 나폴리현의 코무네다. 나폴리로부터 북동쪽 30km 거리에 있다.